# 볼레슬라프 2세

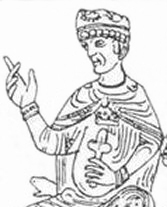
브라티슬라프 2세

볼레슬라프 2세(체코어: Boleslav II., 930년경 ~ 999년 2월 7일)는 보헤미아의 공작(재위: 972년 ~ 999년)이다. 경건공(체코어: Pobožný 포보주니[*])이라는 별칭으로 부르기도 한다.

## 생애
볼레슬라프 1세 공작과 그의 아내인 비아고타(Biagota)의 아들이다. 972년에 사망한 볼레슬라프 1세 공작의 뒤를 이어 보헤미아의 공작으로 즉위했다. 974년에는 신성 로마 제국의 황제였던 오토 2세와 바이에른 공작을 역임하고 있던 하인리히 2세 사이에서 내전이 벌어졌을 때에 오토 2세를 지원했다.
973년에는 프라하에 로마 가톨릭교회 대교구를 설치했다. 982년부터는 보헤미아에서 영향력을 행사하고 있던 가문인 슬라브니크(Slavnik) 가문과의 전쟁을 벌였다. 995년 9월 28일에는 볼레슬라프 2세 공작이 이끄는 군대가 보헤미아 남부 리비체(Libice, 리비체나트치들리노우(Libice nad Cidlinou)) 성을 함락시키고 슬라브니크 가문의 구성원들을 학살했다. 이에 따라 보헤미아는 단일 국가로 통일되었다. 그의 공작위는 볼레슬라프 3세가 승계받았다.
| 전임 볼레슬라프 1세 | 보헤미아의 공작 972년 ~ 999년 | 후임 볼레슬라프 3세 |